# Lasiotocus albulae
Lasiotocus albulae är en plattmaskart. Lasiotocus albulae ingår i släktet Lasiotocus och familjen Monorchiidae. Inga underarter finns listade i Catalogue of Life.